# Хасав-Юрт (станция)
Хасав-Ю́рт — железнодорожная станция Махачкалинского региона Северо-Кавказской железной дороги, находящаяся в городе Хасавюрте республики Дагестан.

## Описание
Станция располагается на линии Гудермес — Кизилюрт. Является конечной для движения пригородных поездов, так как на станции заканчивается контактная сеть со стороны Махачкалы, которая была снята в годы Чеченских войн и далее до Гудермеса не электрифицированный участок.

## Сообщение по станции
По состоянию на декабрь 2018 года по станции курсируют следующие поезда пригородного сообщения:
| Пригородное | Пригородное          | Пригородное | Пригородное          |
| № поезда    | Маршрут движения     | № поезда    | Маршрут движения     |
| ----------- | -------------------- | ----------- | -------------------- |
| 6605        | Махачкала — Хасавюрт | 6604        | Хасавюрт — Махачкала |

### Дальнее
По состоянию на декабрь 2018 года по станции курсируют следующие поезда дальнего следования:
| Круглогодичное обращение поездов | Круглогодичное обращение поездов | Круглогодичное обращение поездов | Круглогодичное обращение поездов |
| № поезда                         | Маршрут движения                 | № поезда                         | Маршрут движения                 |
| -------------------------------- | -------------------------------- | -------------------------------- | -------------------------------- |
| 135                              | Махачкала — Санкт-Петербург      | 136                              | Санкт-Петербург — Махачкала      |
| 391                              | Баку — Ростов-на-Дону            | 392                              | Ростов-на-Дону — Баку            |